# نابرفيل (إلينوي)
نابرفيل (بالإنجليزية: Naperville)‏ مدينة في مقاطعة دوبيج وويل بولاية إلينوي في الولايات المتحدة، صنفت كثاني أفضل مدينة للمعيشة بالولايات المتحدة في عام 2006، تعداد السكان في إحصاء 2006 هو 147.779 ،وهي رابع أكبر مدن إلينوي من حيث تعداد السكان بعد أورورا وروكفورد وجوليت.
100.000 من تعداد السكان يعيشون في مقاطعة دوبيج وحوالي 50.000 يعيشون في مقاطعة ويل.

## التركيبة السكانية
حدّد مكتب تعداد الولايات المتحدة بيانات التركيبة السكانية لنابرفيل في تعداد الولايات المتحدة. في ما يلي، التركيبة السكانية حسب تعدادي 2000 و2010.

### تعداد عام 2000
بلغ عدد سكان نابرفيل 128,358 نسمة بحسب تعداد عام 2000، وبلغ عدد الأسر 43,751 أسرة وعدد العائلات 33,644 عائلة مقيمة في المدينة. في حين سجلت الكثافة السكانية 1,257.7 نسمة لكل كيلومتر مربع (3,257.4/ميل2). وبلغ عدد الوحدات السكنية 45,651 وحدة بمتوسط كثافة قدره 447.3 لكل كيلومتر مربع (1,158.5/ميل2).
وتوزع التركيب العرقي للمدينة بنسبة 85.19% من البيض و3.03% من الأمريكيين الأفارقة و0.12% من الأمريكيين الأصليين و9.64% من الأمريكيين ذوي الأصول الآسيوية و0.02% من سكان جزر المحيط الهادئ و0.75% من الأعراق الأخرى و1.25% من عرقين مختلطين أو أكثر و3.24% من الهسبانيون أو اللاتينيون من أي عرق.
بلغ عدد الأسر 43,751 أسرة كانت نسبة 48.1% منها لديها أطفال تحت سن الثامنة عشر تعيش معهم، وبلغت نسبة الأزواج القاطنين مع بعضهم البعض 69.2% من أصل المجموع الكلي للأسر، ونسبة 5.9% من الأسر كان لديها معيلات من الإناث دون وجود شريك، بينما كانت نسبة 1.8% من الأسر لديها معيلون من الذكور دون وجود شريكة وكانت نسبة 23.1% من غير العائلات. تألفت نسبة 18.8% من أصل جميع الأسر من عدة أفراد يعيشون في نفس المنزل ونسبة 4.5% كانت تتألف من شخص يعيش بمفرده يبلغ من العمر 65 عاماً أو أكثر. وبلغ متوسط حجم الأسرة المعيشية 2.89، أما متوسط حجم العائلات فبلغ 3.37.
بلغ العمر الوسطي للسكان 34.2 عاماً. وكانت نسبة 31.7% من القاطنين تحت سن الثامنة عشر، وكانت نسبة 5.8% بين الثامنة عشر والرابعة والعشرين عاماً، ونسبة 33.7% كانت واقعةً في الفئة العمرية ما بين الخامسة والعشرين والرابعة والأربعين عاماً، ونسبة 21.8% كانت ما بين الخامسة والأربعين والرابعة والستين، ونسبة 5.5% كانت ضمن فئة الخامسة والستين عاماً فما فوق. يوجد لكل 100 أنثى 97.0 ذكر، ويوجد لكل 100 أنثى في الثامنة عشر من عمرها فما فوق 93.6 ذكر.
بلغ متوسط دخل الأسرة في المدينة 88,771 دولارًا، أما متوسط دخل العائلة فبلغ 101,590 دولارًا. وكان متوسط دخل الذكور 75,905 دولارًا مقابل 40,295 دولارًا للإناث. وسجل دخل الفرد الخاص بالمدينة 35,551 دولارًا. وكانت نسبة 1.6% من العائلات ونسبة 2.2% من السكان تحت خط الفقر، وكان من هؤلاء نسبة 2.3% تحت سن الثامنة عشر ونسبة 5% في الخامسة والستين من العمر وما فوق.

### تعداد عام 2010
بلغ عدد سكان نابرفيل 141,853 نسمة بحسب تعداد عام 2010، وبلغ عدد الأسر 50,009 أسرة وعدد العائلات 37,561 عائلة مقيمة في المدينة. في حين سجلت الكثافة السكانية 1,389.9 نسمة لكل كيلومتر مربع (3,599.8/ميل2). وبلغ عدد الوحدات السكنية 52,270 وحدة بمتوسط كثافة قدره 512.1 لكل كيلومتر مربع (1,326.3/ميل2).
وتوزع التركيب العرقي للمدينة بنسبة 76.45% من البيض و4.66% من الأمريكيين الأفارقة و0.15% من الأمريكيين الأصليين و14.92% من الأمريكيين ذوي الأصول الآسيوية و0.02% من سكان جزر المحيط الهادئ و1.49% من الأعراق الأخرى و2.30% من عرقين مختلطين أو أكثر و5.34% من الهسبانيون أو اللاتينيون من أي عرق.
بلغ عدد الأسر 50,009 أسرة كانت نسبة 43% منها لديها أطفال تحت سن الثامنة عشر تعيش معهم، وبلغت نسبة الأزواج القاطنين مع بعضهم البعض 64.8% من أصل المجموع الكلي للأسر، ونسبة 7.9% من الأسر كان لديها معيلات من الإناث دون وجود شريك، بينما كانت نسبة 2.5% من الأسر لديها معيلون من الذكور دون وجود شريكة وكانت نسبة 24.9% من غير العائلات. تألفت نسبة 20.5% من أصل جميع الأسر من عدة أفراد يعيشون في نفس المنزل ونسبة 5.7% كانت تتألف من شخص يعيش بمفرده يبلغ من العمر 65 عاماً أو أكثر. وبلغ متوسط حجم الأسرة المعيشية 2.79، أما متوسط حجم العائلات فبلغ 3.28.
بلغ العمر الوسطي للسكان 37.9 عاماً. وكانت نسبة 28.7% من القاطنين تحت سن الثامنة عشر، وكانت نسبة 7.4% بين الثامنة عشر والرابعة والعشرين عاماً، ونسبة 25.7% كانت واقعةً في الفئة العمرية ما بين الخامسة والعشرين والرابعة والأربعين عاماً، ونسبة 29.6% كانت ما بين الخامسة والأربعين والرابعة والستين، ونسبة 8.7% كانت ضمن فئة الخامسة والستين عاماً فما فوق. وتوزع التركيب الجنسي للسكان بنسبة 48.6% ذكور و51.4% إناث.

## الموقع الجغرافي
الموقع الجغرافي للمناطق المحيطة بهذه النقطة هو كالتالي:

## المناخ
يظهر الجدول التالي التغييرات المناخية على مدار السنة لنابرفيل:
| البيانات المناخية لـنابرفيل       | البيانات المناخية لـنابرفيل | البيانات المناخية لـنابرفيل | البيانات المناخية لـنابرفيل | البيانات المناخية لـنابرفيل | البيانات المناخية لـنابرفيل | البيانات المناخية لـنابرفيل | البيانات المناخية لـنابرفيل | البيانات المناخية لـنابرفيل | البيانات المناخية لـنابرفيل | البيانات المناخية لـنابرفيل | البيانات المناخية لـنابرفيل | البيانات المناخية لـنابرفيل | البيانات المناخية لـنابرفيل |
| الشهر                             | يناير                       | فبراير                      | مارس                        | أبريل                       | مايو                        | يونيو                       | يوليو                       | أغسطس                       | سبتمبر                      | أكتوبر                      | نوفمبر                      | ديسمبر                      | المعدل السنوي               |
| --------------------------------- | --------------------------- | --------------------------- | --------------------------- | --------------------------- | --------------------------- | --------------------------- | --------------------------- | --------------------------- | --------------------------- | --------------------------- | --------------------------- | --------------------------- | --------------------------- |
| متوسط درجة الحرارة الكبرى °ف (°م) | 30 (−1)                     | 35 (2)                      | 47 (8)                      | 60 (16)                     | 71 (22)                     | 80 (27)                     | 83 (28)                     | 81 (27)                     | 75 (24)                     | 63 (17)                     | 48 (9)                      | 34 (1)                      | 59 (15)                     |
| متوسط درجة الحرارة الصغرى °ف (°م) | 15 (−9)                     | 18 (−8)                     | 27 (−3)                     | 37 (3)                      | 46 (8)                      | 56 (13)                     | 61 (16)                     | 60 (16)                     | 51 (11)                     | 40 (4)                      | 30 (−1)                     | 19 (−7)                     | 38 (4)                      |
| الهطول إنش (مم)                   | 1.69 (43)                   | 1.73 (44)                   | 2.36 (60)                   | 3.62 (92)                   | 4.02 (102)                  | 4.21 (107)                  | 3.90 (99)                   | 4.06 (103)                  | 3.58 (91)                   | 3.07 (78)                   | 3.23 (82)                   | 2.20 (56)                   | 37.67 (957)                 |
| المصدر:                           |                             |                             |                             |                             |                             |                             |                             |                             |                             |                             |                             |                             |                             |

## توأمة
لنابرفيل (إلينوي) اتفاقيات توأمة مع:
- نيترا

## أعلام
- كيفن كوردس
- آرثر جورج براديل
- توم بالدوين
- بريندا س. بارنز
- كينت كينير
- كيسي شورت
- أل إليوت
- دانيال إل. ريان
- روبرت زوليك
- أنتوني باركر